# Kosuke Yoshii
Kosuke Yoshii (født 19. marts 1986) er en japansk fodboldspiller, som spiller for den japanske fodboldklub Kagoshima United FC.